# Pedro Rodríguez (calciatore uruguaiano)
Pedro Rodríguez (Montevideo, 19 giugno 1928 – ...) è stato un calciatore uruguaiano, di ruolo portiere.

## Carriera

### Club
Giocò sempre nel campionato uruguaiano.

### Nazionale
Con la maglia della Nazionale vinse l'edizione del 1956 del Campeonato sudamericano.

## Palmarès

### Nazionale
- Coppa America: 1

Uruguay 1956